# 第三頸椎
第三頸椎（だいさんけいつい、英語:Third cervical vertebra）は頸椎の上から三番目の骨。略してC3と書かれる。脊椎を構成する椎骨のひとつ。上には第二頸椎（軸椎）、下には第四頸椎がある。

## 解剖
第三頸椎の中心に開いている大きい穴は椎孔と呼ばれる。椎孔の中は脊髄が通っている。第三頚神経と呼ばれる神経が、脊髄から分かれて第三頸椎のすぐ上から出ていく。
第三頸椎の前部左右に開いている二つの小さい穴は横突孔と呼ばれる。横突孔の中は椎骨動脈と呼ばれる血管が通っている。
第三頸椎には以下の筋肉が付着している。
- 第三頸椎の横突起前結節: 頸長筋・頭長筋・前斜角筋
- 第三頸椎の横突起後結節: 肩甲挙筋・中斜角筋

## 臨床
生まれつき頸椎の内のいくつかの骨が癒合している人がいる。これは頸椎癒合症と呼ばれる。頸椎癒合が見られることが多い部位として、第三頸椎と第二頸椎の間の癒合がある。
第三頸椎が亜脱臼（不完全脱臼）を起こすと、上肢の痛みやしびれの原因となりうる。

## 画像

第三頸椎の位置。赤色で示す。アニメーション。
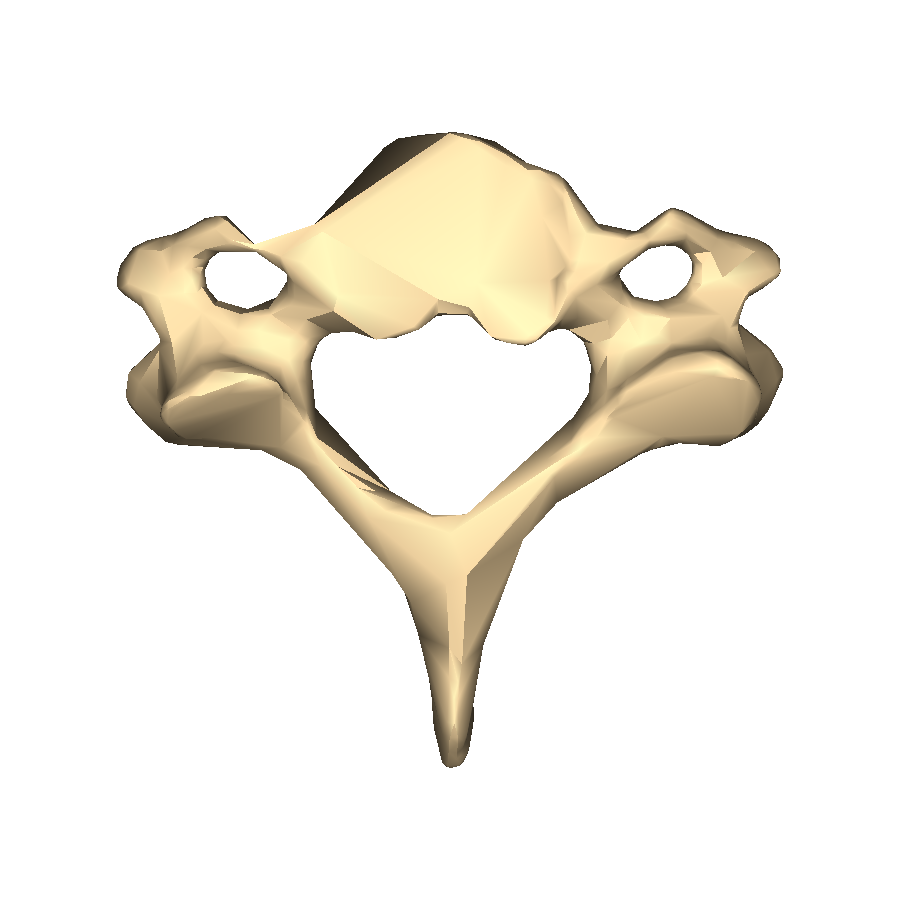
上から見た図。
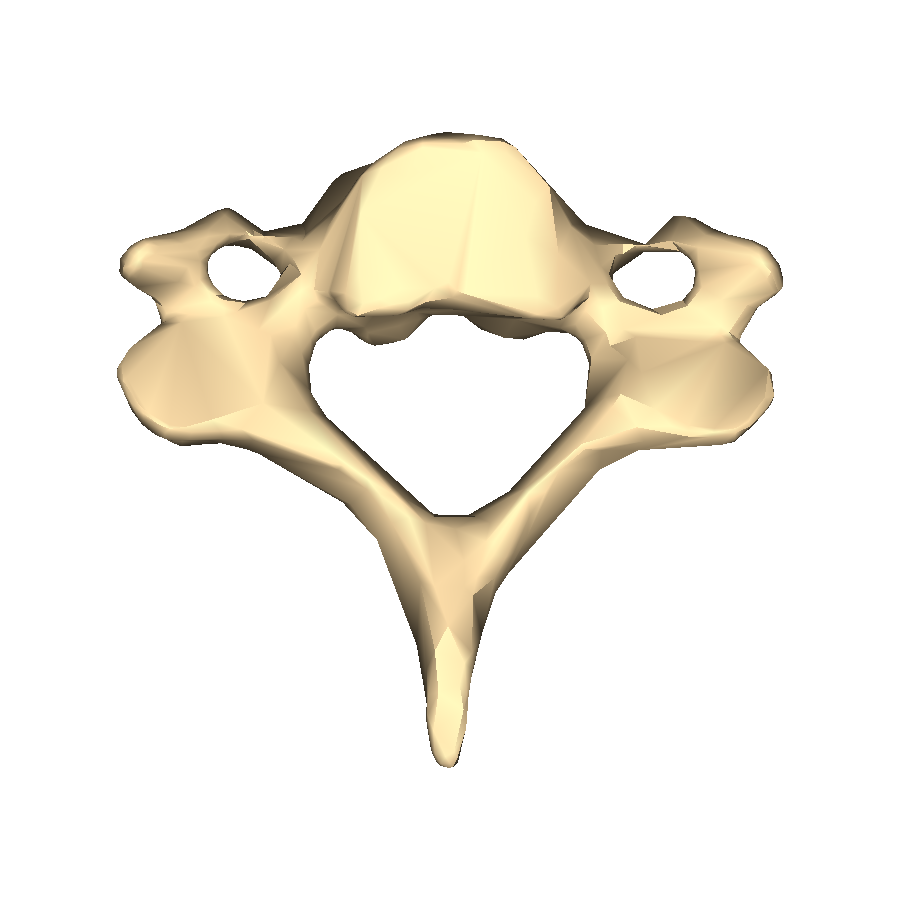
下から見た図。
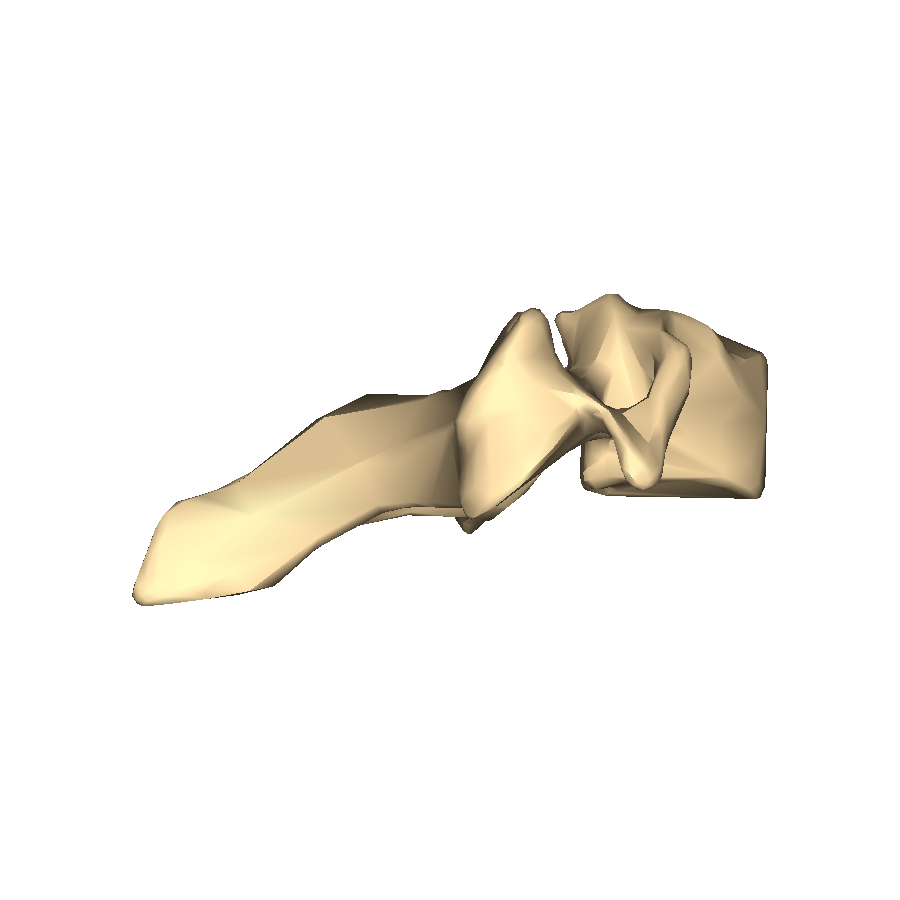
横から見た図。
やや上方から見た図。アニメーション。